# Niccolò Serra
Niccolò Serra (Genova, 17 novembre 1708 – Ferrara, 14 dicembre 1767) è stato un cardinale e arcivescovo cattolico italiano.

## Biografia
Secondo di tre figli di Francesco Maria e Laura Negroni, apparteneva ad una nobile famiglia genovese che aveva dato alla Chiesa altre due cardinali: Giacomo Serra (1611) e Francesco Serra (1831). Da parte di madre, era imparentato anche con un altro cardinale, Giovanni Battista Spinola (1733).
I suoi genitori lo avviarono verso la carriera ecclesiastica, inviandolo a Roma a studiare, dapprima al collegio Clementino dei Padri Somaschi e poi all'Università la Sapienza, ove ottenne il dottorato in utroque iure il 23 marzo 1730.
Nel 1731 fu nominato vice-legato a Urbino ed in seguito fu successivamente governatore di Camerino (28 luglio 1732), di Ancona (4 settembre 1734), di Viterbo (7 gennaio 1741), di Perugia (12 agosto 1741), di Castelnuovo e Montone (1744-1746). Ritornato a Roma, divenne presidente della Zecca (1745-1746), delle Carceri (1747-1749), delle Strade (1751-1753).
L'8 dicembre 1753 ricevette gli ordini minori; il 16 e il 21 dicembre 1753 fu ordinato suddiacono e diacono; e il 28 dicembre 1753 fu ordinato sacerdote.
Il 14 gennaio 1754 venne eletto arcivescovo titolare di Mitilene; il 20 gennaio successivo ricevette l'ordinazione episcopale a Roma nella chiesa di Sant'Ignazio dalle mani del cardinale Giuseppe Maria Feroni.
Il 9 febbraio 1754 fu nominato nunzio apostolico in Polonia. Ritornato a Roma nel giugno 1760 fu nominato uditore generale della Camera Apostolica.
Fu creato cardinale-presbitero da papa Clemente XIII nel concistoro del 26 settembre 1766. Il 1º dicembre 1766 ottenne il titolo di Santa Croce in Gerusalemme. Lo stesso giorno fu nominato, per un triennio, legato pontificio a Ferrara.
Morì a Ferrara l'anno successivo per infarto il 14 dicembre 1767. I suoi resti riposano nella cappella di San Giorgio della cattedrale della città.

## Genealogia episcopale
La genealogia episcopale è:
- Cardinale Scipione Rebiba
- Cardinale Giulio Antonio Santorio
- Cardinale Girolamo Bernerio, O.P.
- Arcivescovo Galeazzo Sanvitale
- Cardinale Ludovico Ludovisi
- Cardinale Luigi Caetani
- Cardinale Ulderico Carpegna
- Cardinale Paluzzo Paluzzi Altieri Degli Albertoni
- Papa Benedetto XIII
- Cardinale Giuseppe Maria Feroni
- Cardinale Niccolò Serra